# Schwell Titusz

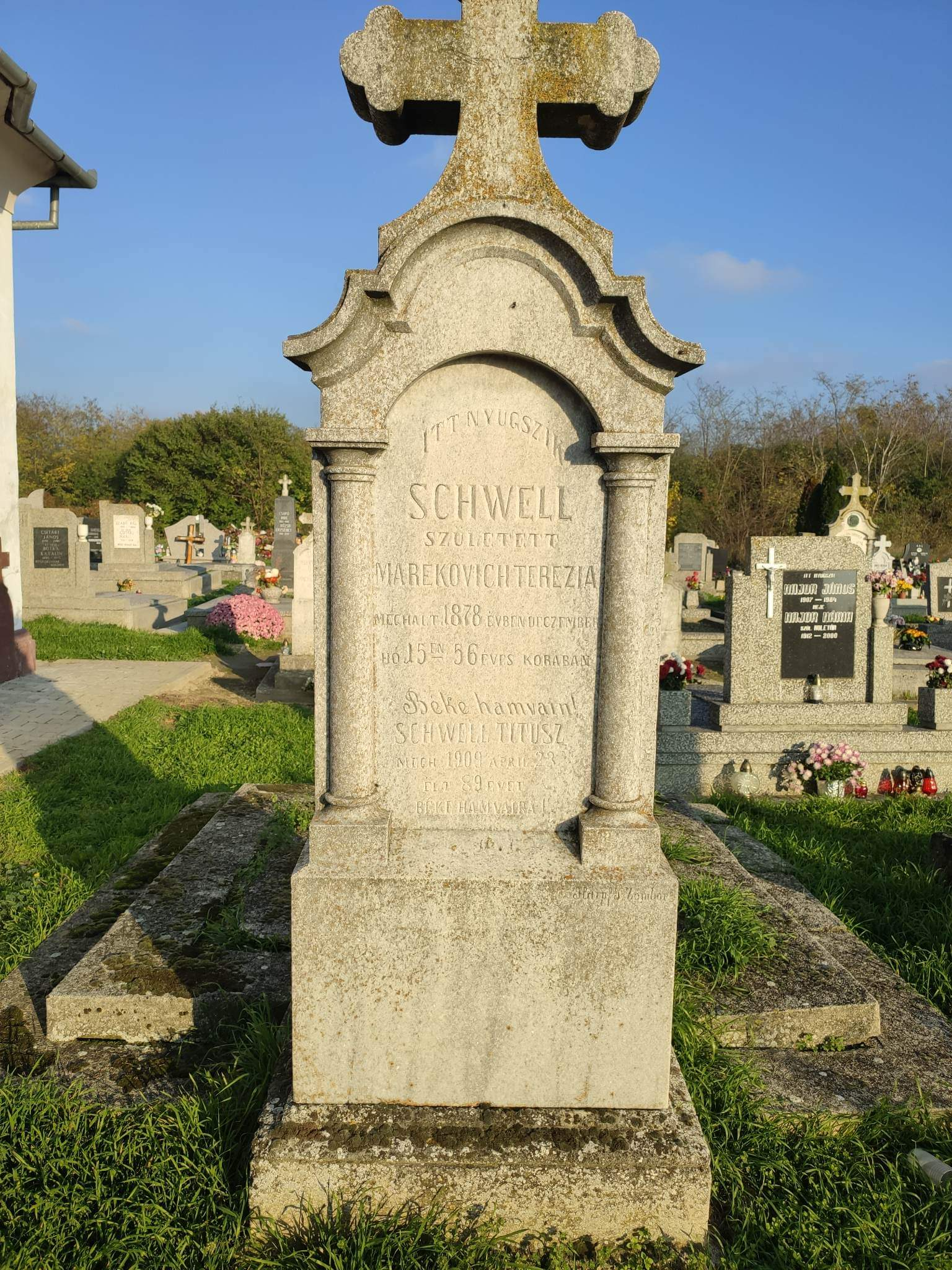
Síremléke Bezdán Felső temetőjében (2022)

Schwell Titusz (Titus Ernst Schwell, Csátalja, 1821. január 1. – Bezdán, 1909. április 23.) negyvennyolcas honvéd főhadnagy, délvidéki hazafias ellenzéki politikus. Dr. Csikós Nagy Béla nemzetközi hírű közgazdász akadémikus ükapja.

## Élete

### Korai évei
Johann Schwell (1784–1846) és Amalie Weiss (1791–1827) sváb, katolikus kézműves családja hétből ötödik gyermekeként, a bácskai Csátalján, 1821. újév napján született. 1827-ben Bezdánba költöztek, ahol édesanyja még abban az évben, 36 évesen elhunyt.

### A szabadságharcban
A szabadságharcban hősiesen küzdve a főhadnagyi rangig vitte. Meg is sebesült. A szabadságharc bukása után otthon bátran bevárta az osztrák pribékeket, akik a háza kertjében álló kb. 500 éves török mogyorófához láncolva, kis híján halálra korbácsolták. Ezután ötéves várfogságot szenvedett Kufsteinben.

### Akiegyezéselőtt és után
Hazatérte után, 1854-ben feleségül vette gróf Marekovich Teréziát (1822–1878), akivel három gyermekük (két leány és egy fiú) született. Felesége halála után elvette házvezetőnőjét, Vakanec Matildot, akinek már szintén volt egy fia. Részt vett a Negyvennyolcas Függetlenségi Párt megyei irányításában. Egyik elnöke volt a bezdáni árvízvédelmi Duna-gát építésére alapított társaságnak. 1903 körül Apponyi Albert, a parlamenti ellenzék akkori vezére otthonában meglátogatta az idős hőst. 1909-ben, 88 esztendős korában érte a halál. Sírját ma is meg lehet látogatni a bezdáni Felső temetőben, a Szent Anna-kápolna mellett. (Sírkövén az áll, hogy élt 89 évet.)